# Volo Northeast Airlines 823
Il volo Northeast Airlines 823 era un volo di linea dall'aeroporto LaGuardia di New York all'aeroporto Internazionale di Miami, in Florida, che si schiantò poco dopo il decollo il 1º febbraio 1957. L'aereo in questione era un Douglas DC-6 quadrimotore, registrato N34954 ed entrato in servizio nel 1955.

## L'incidente
Sebbene la partenza fosse originariamente prevista per le 14:45, le forti nevicate la ritardarono alle 18:01. Al decollo, con 95 passeggeri (quasi il massimo) e 6 membri dell'equipaggio (3 membri dell'equipaggio e 3 hostess) a bordo, l'aereo pesava 98.575 libbre (44.713 kg), solo 265 libbre (120 kg) sotto il peso massimo al decollo. Nonostante alcuni scivolamenti della ruota anteriore sulla pista innevata, l'aereo fu autorizzato a decollare dalla pista 04 (direzione magnetica 040°).
Dopo quello che venne descritto come un normale rollio di decollo, l'aereo si sollevò da terra. Dopo aver stabilito una velocità di salita positiva, il carrello di atterraggio e i flap alari vennero ritirati e la potenza del motore ridotta al maximum except for takeoff (METO). L'aereo stava guadagnando quota, volando seguendo le regole del volo strumentale con la visibilità esterna al minimo mentre si dirigeva verso la Flushing Bay. Mentre l'autorizzazione precedente indicava di procedere a nord-est su una rotta di 40° (direzione pista), l'aereo iniziò a virare gradualmente verso sinistra. Quando raggiunse una prua di 285° (quasi a ovest), sorvolò il carcere di Rikers Island. La sua altitudine non era sufficiente per sorvolare gli alberi dell'isola, finendo per schiantarsi e fermandosi a 1.500 piedi dal punto del primo impatto. La durata del volo dal decollo allo schianto fu di circa 60 secondi. L'incidente provocò 20 morti e 78 feriti tra i passeggeri e diversi feriti, ma nessun decesso tra l'equipaggio.

## Il recupero
Poco dopo l'incidente, il personale del dipartimento di Rikers Island e gli amministratori della prigione (detenuti che, tramite la buona condotta, si erano guadagnati la fiducia delle guardie) corsero verso il luogo dello schianto per aiutare i sopravvissuti. Come risultato delle loro azioni, dei 57 detenuti che assistettero ai soccorsi 30 furono rilasciati e 16 ricevettero una riduzione di sei mesi dal N.Y.C. Parole Board. Il governatore W. Averell Harriman concesse anche la commutazione della pena a 11 uomini che stavano scontando l'ergastolo: due ricevettero una riduzione di sei mesi, uno un posto di lavoro e gli altri otto divennero idonei per il rilascio immediato.

## Le indagini
L'indagine del Civil Aeronautics Board venne ostacolata dalla mancanza di informazioni su ciò che era accaduto a bordo dell'aereo nel suo ultimo minuto, poiché il registratore dei dati di volo e quello di cabina non erano ancora stati installati obbligatoriamente sugli aerei commerciali. Il CAB concluse che la probabile causa dell'incidente era "l'incapacità del comandante di: 1) osservare e interpretare correttamente i suoi strumenti di volo e 2) mantenere il controllo dell'aereo". In sintesi, il comandante aveva perso la consapevolezza situazionale all'entrata nelle nuvole pochi secondi dopo il decollo, e quindi non si era accorto né aveva corretto la deviazione dell'aereo dalla rotta stabilita.

## Nella cultura di massa
Il volo era la storia descritta in un libro sull'aviazione scritto da Alvin Moscow, Tiger on a Leash. Uscito nel 1961, discusse di molti aspetti del volo passeggeri dell'epoca.
La storia dell'incidente è stata descritta anche nella serie TV documentaristica Mysteries at the Museum.